# Марки Российско-Американской компании
Марки Российско-Американской компании — денежные знаки, номинированные в рублях и копейках и изготовленные из кожи животных или картона, которые с 1816 года выпускала Российско-американская компания для расчёта с охотниками на Аляске.

## История
В XVII веке в России было известно об Аляске, но точные сведения об этом полуострове были получены лишь в 1741 году в результате плавания Второй камчатской экспедиции В. И. Беринга и А. И. Чирикова. Были составлены карты, благодаря которым в конце семидесятых годов XVIII века, у побережья полуострова побывал английский мореплаватель Джеймс Кук. Для противодействия английским торговцам, в России создаются торговые компании, проводящие новые экспедиции и возводящие русские поселения на Алеутских островах и на Аляске. Русские купеческие компании при поддержке правительства создают в 1799 году Российско-Американскую компанию (РАК). РАК вела расчёт с добытчиками на основе «полупая», то есть оплачивала труд добытчиков ими же добытой пушниной. У охотников-добытчиков накапливалась «свободная» пушнина, которая зачастую уходила к иностранным купцам, и чтобы получать в свои руки всю добываемую пушнину, компания начала расплачиваться с добытчиками металлическими деньгами. Монет в обороте не хватало и Главное управление компании, находящееся в Санкт-Петербурге, разрешило выпуск на Аляске специальных денежных знаков, изготовленных из пергамента. Кабинет министров России этому решению не препятствовал, но формального разрешения не давал.

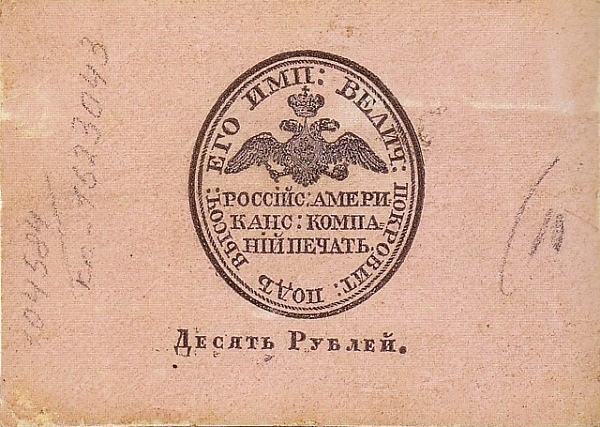
Десять рублей Российско-Американской компании

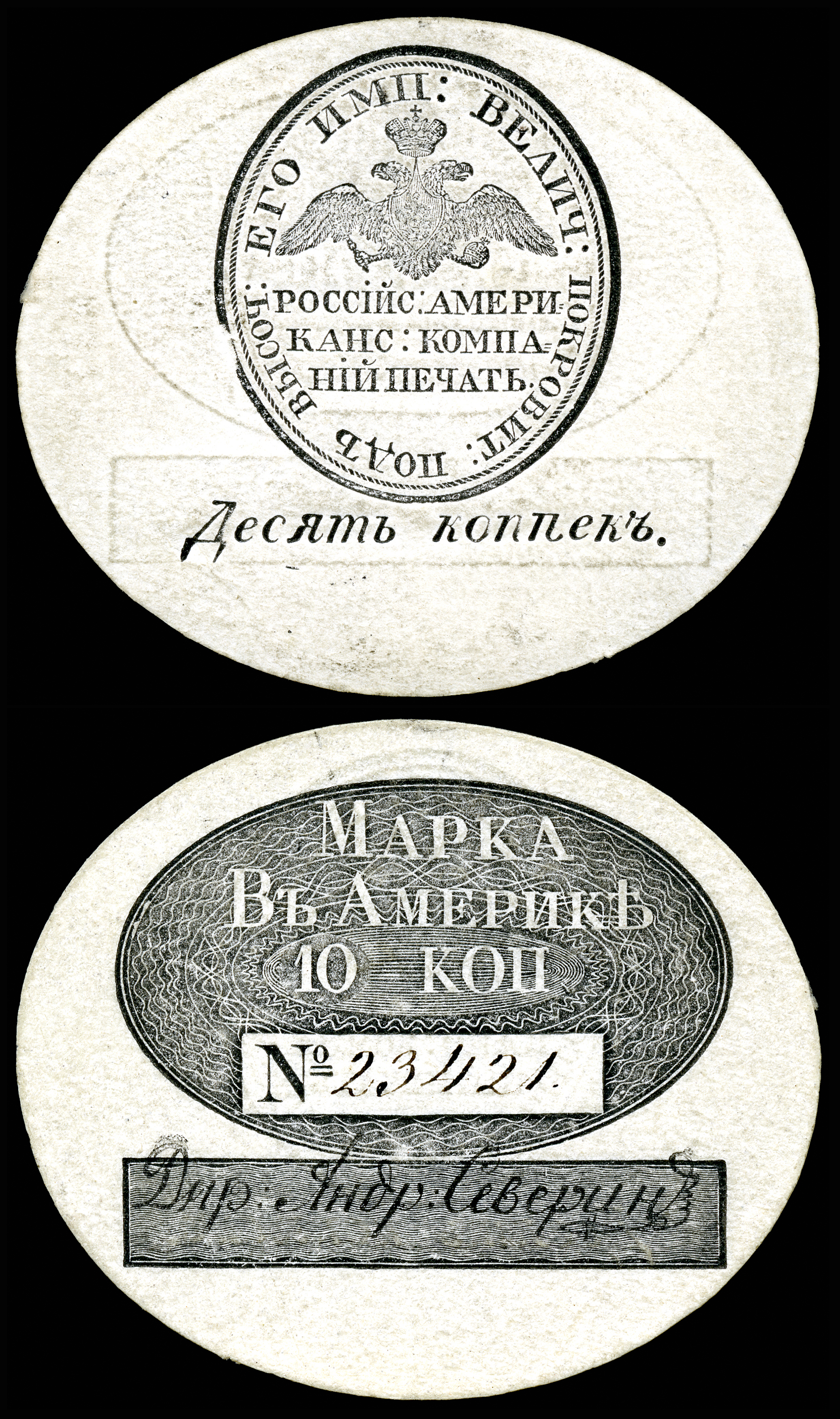
Десять копеек Российско-Американской компании

Выпуск кожаных денежных знаков-марок начался в 1816 году, марки достоинством в 1, 2, 5, 10 и 20 рублей печатались на тюленьей коже, к 1826 году компания выпустила 10 000 марок на сумму 42 000 рублей. В 1826 году РАК выпустила вторую партию марок на сумму 30 000 рублей, в этом выпуске отсутствовали марки достоинством в 2 и 20 рублей, но появилась новая марка в 25 рублей и разменные марки по 10, 25 и 50 копеек. Для замены приходящих в негодность кожаных денежных знаков, в 1834 году РАК выпускает ещё одну партию марок, также на сумму 30 000 рублей. Из отчётов компании известно, что в 1862 году марок в обороте было на 36 115 рублей, а через два года — на 39 625 рублей. Кожаные денежные знаки крупных номиналов своим цветом напоминали русские ассигнации 1786 года, марка достоинством в десять рублей была розового цвета, а пятирублёвая — синего. Разменные марки-копейки были цвета слоновой кости.
В 1867 году Аляска была продана Америке, а через год была ликвидирована и Российско-Американская компания. Кожаные денежные знаки изымались из оборота, обменивались на русские рубли, и уничтожались. К 1970 году имелись сведения лишь о двадцати сохранившихся кожаных денежных знаках, но в 1979 году в архивных фондах Российско-Американской компании были обнаружены ещё 11 экземпляров. В 1980 году было известно о примерно сорока сохранившихся марках: пятнадцать кожаных марок находилось в Государственном Историческом музее, четыре — в Эрмитаже, ещё несколько в частных коллекциях России, две — в Финляндии, одна в Канаде и около десяти марок в США.